# Камминс, Альберт Бэрд
Альберт Бэрд Камминс (англ. Albert Baird Cummins; 15 февраля 1850[…], Грин, Пенсильвания — 30 июля 1926[…], Де-Мойн) — американский юрист и республиканский политик, 18-й губернатор штата Айова (1902–1908) и сенатор от штата Айова (1908–1926), временный президент Сената США (1919–1925), один из ключевых представителей прогрессивизма в Айове.
Камминс был преждевременно отчислен из колледжа, не получив высшего образования, и после отчисления сменил несколько работ. В 1875 он получил аккредитацию юриста, а в 1888 году был избран на свою первую политическую должность как член Генеральной ассамблеи Айовы от Республиканской партии. На протяжении своей жизни Камминс участвовал в политике и на уровне штата Айова, и на федеральном уровне, будучи членом Национального комитета Республиканской партии, временным президентом Сената США, и сенатором как и в Генеральной ассамблее Айовы, так и в Конгрессе США; последнюю должность он занимал на протяжении 18 лет. Дважды изъявлял желание баллотировался на пост президента США (в 1912 и 1916 годах), оба раза проиграв на внутрипартийных выборах. Будучи представителем фракции прогрессивистов внутри Республиканской партии, поддерживал экономические инициативы президента-демократа Вудро Вильсона.

## Ранний период жизни
Камминс родился в Кармайклсе (Пенсильвания) в семье плотника Томаса Камминса и его жены Сары Фленникен. Он обучался в христианском колледже в Уэйнсбурге, однако был отчислен, предположительно из-за ссоры с преподавателем насчёт дарвинизма. После ухода из колледжа Камминс сначала работал учителем в деревенской школе. В возрасте 19 лет он устроился архивариусом в Клейтоне (Айова), а два года спустя переехал в Аллен (Индиана), где работал плотником и инженером, а также строил  железные дороги.
В 1875 году Камминс переехал в Чикаго изучать право и стал членом коллегии адвокатов Иллинойса. После трёх лет юридической практики в Иллинойсе открыл юридическую фирму в Де-Мойне (Айова). Будучи адвокатом, Камминс в основном представлял интересы городских бизнесменов и корпораций, что помогло ему стать знаменитым среди высших слоёв общества в Де-Мойне. Тем не менее, в своем самом известном и успешном деле Камминс защищал группу айовских фермеров-грейнджеров в их иске против корпорации Washburn and Moen – треста-монополиста по производству колючей проволоки.

## Политическая карьера

### Ранняя карьера
Присоединившись к Республиканской партии, Камминс стал активно участвовать в политике сначала на уровне штата Айова, а потом и на государственном уровне. В 1888–1890 годах он был членом Генеральной ассамблеи Айовы, в 1892 году – членом коллегии выборщиков, а в 1896–1900 годах – членом Национального комитета Республиканской партии. Будучи в Республиканской партии, Камминс нашел поддержку в прогрессивной фракции партии и впоследствии стал лидером прогрессивистов в Айове и одной из ключевых фигур движения.
В 1887 году Камминс был избран на один срок в Сенат штата Айова от Де-Мойна. После безуспешной попытки баллотироваться в Сенат США в 1894 году, Камминс занял пост представителя штата Айова в Национальном комитете Респбуликанской партии и поддержал президентскую кампанию Уильяма Мак-Кинли в 1896 году.
В 1900 году, будучи членом Генеральной Ассамблеи Айовы, Камминс снова получил право баллотироваться в Сенат на должность сенатора 2 класса; тем не менее, он снял свою кандидатуру (предположительно из-за недостатка поддержки), и место отшло его оппоненту, республиканцу и бывшему губернатору Айовы Джону Гиру. В июле этого же года Гир скончался, и место в Сенате стало вакантно, однако губернатор штата Лесли Шоу отклонил кандидатуру Камминса и вместо него назначил Джонатана Долливера.

### Губернатор Айовы
После того, как действующий губернатор Айовы Лесли Шоу был переведён на пост министра финансов в январе 1902 года, Камминс избрался на пост губернатора штата, одержав победу с отрывом в более чем 100 000 голосов. Он занимал пост губернатора до 1908 года, в течение трёх сроков. На третьих выборах губернатора в 1906 году Камминс выиграл напряженную борьбу на республиканских праймериз против бывшего члена Палаты представителей Джорджа Перкинса и победил демократа Клода Портера на всеобщих выборах. Будучи лидером фракции прогрессивистов Республиканской партии, Камминс активно выступал за регулирование монополий и введение дополнительных налогов на крупные бизнесы. Он провёл реформу тарифов, получившую название «Айовская идея» (англ. Iowa Idea), призванную «предотвратить позволение процветания монополий» и защитить малые предпринимательства от влияния крупных корпораций.  Помимо этого, Камминс создал систему праймериз на выборах внутри Айовы, основал департамент сельского хозяйства штата Айова, и ввёл обязательное образование.

### Сенатор
В июне 1908 года губернатор Камминс в третий раз баллотировался на республиканских праймериз на место в Сенате США, в этот раз против действующего сенатора Уильяма Эллисона, шедшего на свой седьмой срок. По итогам партийных выборов Камминс проиграл Эллисону с разницей более чем в 12 000 голосов. Тем не менее, Эллисон умер спустя два месяца после избрания, до того, как Генеральная ассамблея Айовы выбрала победителей праймериз. В ноябре 1908 года состоялись вторые партийные праймериз, на которых Камминс одержал уверенную победу. Позднее в ноябре Камминс одержал победу над кандидатом в сенат от Демократической партии Клодом Портером, который уже ранее проиграл Камминсу на губернаторских выборах в 1902 году, и был назначен сенатором от штата Айова Генеральной Ассамблеей. Камминс занимал пост сенатора от Айовы в течение 18 лет, с 1908 года до своей смерти в 1926 году. Кроме того, он занимал должность временного президента Сената в 1919–1925 годах и возглавлял юридический комитет и комитет по межштатной торговле при Сенате.
Будучи прогрессивистом, Камминс поддерживал инициативы президента-демократа Вудро Вильсона по регулированию бизнеса и борьбе с монополиями и был одним из соавторов закона Шермана. Тем не менее,  Камминс стремился поддерживать республиканцев и оппонировать Вильсону в вопросах внешней политики, выступая против вооружения торговых судов в 1917 году и против  вступления США в Лигу Наций в 1919 и 1920 годах.
В 1920 году Камминс стал одним из авторов проекта закона Эша-Камминса, устанавливавшего условия для приватизации железных дорог, что вывело бы их из-под правительственного контроля. Активисты профсоюзов раскритиковали данный закон, утверждая, что он предоставляет слишком много прав корпорациям, владеющим железными дорогами, и криминализирует подстрекательства к забастовкам рабочих.

### Баллотирование на пост президента
В январе 1912 года Камминс объявил о своем намерении баллотироваться на пост президента от Республиканской партии. Его кандидатура рассматривалась на национальном партийном съезде в 1912 году, однако в результате забастовки сторонников Теодора Рузвельта Альберт Камминс не попал в списки кандидатов. Впоследствии Камминс поддержал кандидатуру Рузвельта от Прогрессивной партии.
В 1916 году Камминс снова номинировался на пост кандидата в президенты от республиканцев на национальном съезде партии. На этот раз Камминс занял пятое место по итогам первого тура внутрипартийных выборов, в котором участвовало более дюжины претендентов. Во втором туре Камминс также занял пятое место и, вследствие своего неудовлетворительного результата, распустил своих делегатов, что способствовало победе его оппонента Чарльза Хьюза (большинство делегатов, назначенных поддерживать Камминса, были сторонниками кандидатуры Хьюза).
В июне 1926 года на республиканских праймериз за место Камминса в Сенате победил Смит В. Брукхарт. Вскоре после поражения на праймериз Камминс умер в Де-Мойне 30 июля 1926 года  и был похоронен на Вудлендском кладбище.

## Семья
24 июня 1874 года Камминс женился на Иде Люсетт Гэллери (15 августа 1853 — 27 февраля 1918), ставшей известной активисткой движения за права женщин и детей, в частности оказавшей большое влияние на разработку законов о детском труде в Айове. У супругов родилась дочь.